# Ida Wasserman
Ida Wasserman (Antwerpen, 15 januari 1901 – Leiden, 22 januari 1977) was een Belgische actrice. Ze had een carrière in Vlaanderen en Nederland.
Ze volgde de opleiding toneel van het Koninklijk Vlaams Conservatorium Antwerpen waar ze in 1921 afstudeerde. Ze debuteerde in de Antwerpse KNS, en speelde vervolgens bij het Rotterdamsch Tooneel en het Amsterdams Hollandsch Tooneel. Daarna volgde terug een Vlaamse periode bij de KNS en het gezelschap van Joris Diels. Na de oorlog speelde ze eerst bij het Residentie Tooneel en vervolgens van bij de oprichting in 1947 tot om gezondheidsredenen het einde van haar carrière in 1972 bij de Haagsche Comedie.
Tot haar meest geroemde rollen behoorden Viola in "Driekoningenavond" van William Shakespeare, Desdemona in "Othello" van Shakespeare, Lola in "M'n kleine Sheba kom terug" van William Inge, Essi in "The great Sebastians" van Howard Lindsay en Russel Crouse, Phoebe Rice in "De humorist" van John Osborne, Nora Melody in "De dag van Talavera" van Eugene O'Neill, Johanna de Waanzinnige in "De Kardinaal van Spanje" van Henry de Montherlant, Laura in "De schaduw van twijfel" van Norman King, Mary Tyrone in "Tocht naar het duister" van O'Neill, Nommsen in "De meteoor" van Friedrich Dürrenmatt, Hilde Latymer in "Lied in de schemering" van Noël Coward, Meg in "Het verjaardagsfeest" van Harold Pinter, Carlotta in "Vriend Antoine" van Jean Anouilh en de echtgenote in "'t Is voorbij" van Edward Albee. 
In 1934 speelde ze een rol in de langspeelfilm De Witte van Jan Vanderheyden.
Ze had ook een rol in enkele hoorspelen waaronder Balans en Nathan en Elisabeth.

## Erkenning
In 1956 en in 1959 was zij de laureate van de Theo d'Or, toen nog de Theo Mann-Bouwmeesterprijs geheten naar Theo Mann-Bouwmeester, respectievelijk voor de rollen "Het is nooit te laat" en "De dag van Talavera". In 1958-1959, 1961-1962 en 1962-1963 werd ze door de lezers van het Nederlands Theaterjaarboek verkozen tot actrice van het jaar, in 1959 voor "De dag van Talavera", in 1962 voor "De kersentuin"/"Pas op de verf" en in 1963 voor "Tocht naar het duister".
Ze was Ridder in de Orde van Oranje-Nassau en Ridder in de Kroonorde van België.

## Privéleven
Ze was het kind van ouders die uit Letland gevlucht waren en in België hun nieuwe woonplaats hadden gevonden. Ida Wasserman was gehuwd met Joris Diels. Ze leerden elkaar kennen in 1927 in de Amsterdamse Hollandsche Schouwburg toen Diels daar een seizoen meespeelde met het Hollandsch Tooneel. Ze trouwden op 18 september 1928 en trokken vervolgens beiden naar de Antwerpse KNS en later naar de toneelgroep Het Gezelschap Joris Diels.

## Wetenswaardigheden
- In Hengelo en Spijkenisse is een straat naar haar genoemd.[1]
- Sinds 2001, haar honderdste geboortedag, wordt een Ida Wasserman lezing gehouden op initiatief van Annet Nieuwenhuijzen en in samenwerking met de Koninklijke Schouwburg in Den Haag. Lezingen werden gegeven door Elisabeth Andersen, Hans Croiset, John Lanting, Annet Nieuwenhuijzen, Peter Oosthoek, Johan Doesburg, Theu Boermans, Gijs Scholten van Aschat en Eric Schneider.[2]
- De brasserie in de Koninklijke schouwburg is genoemd naar Ida Wasserman.